# Mineu
Mineu (węg. Menyő) – wieś w Rumunii, w okręgu Sălaj, w gminie Sălățig. W 2011 roku liczyła 338 mieszkańców.